# Eupithecia pimpinellata
Eupithecia pimpinellata là một loài bướm đêm thuộc họ Geometridae. Loài này có ở hầu hết châu Âu tới vùng núi của Trung Á.
Sải cánh dài 20–24 mm. Có một lứa một năm con trưởng thành bay từ the end of tháng 6 đến tháng 8.
Ấu trùng chủ yếu ăn các loài Pimpinella saxifraga và Pimpinella major, but also other Apiaceae. They feed on the flowers và seeds of their host plant. Ấu trùng có thể tìm thấy từ tháng 7 đến tháng 10. Loài này qua đông dưới dạng nhộng.

## Hình ảnh

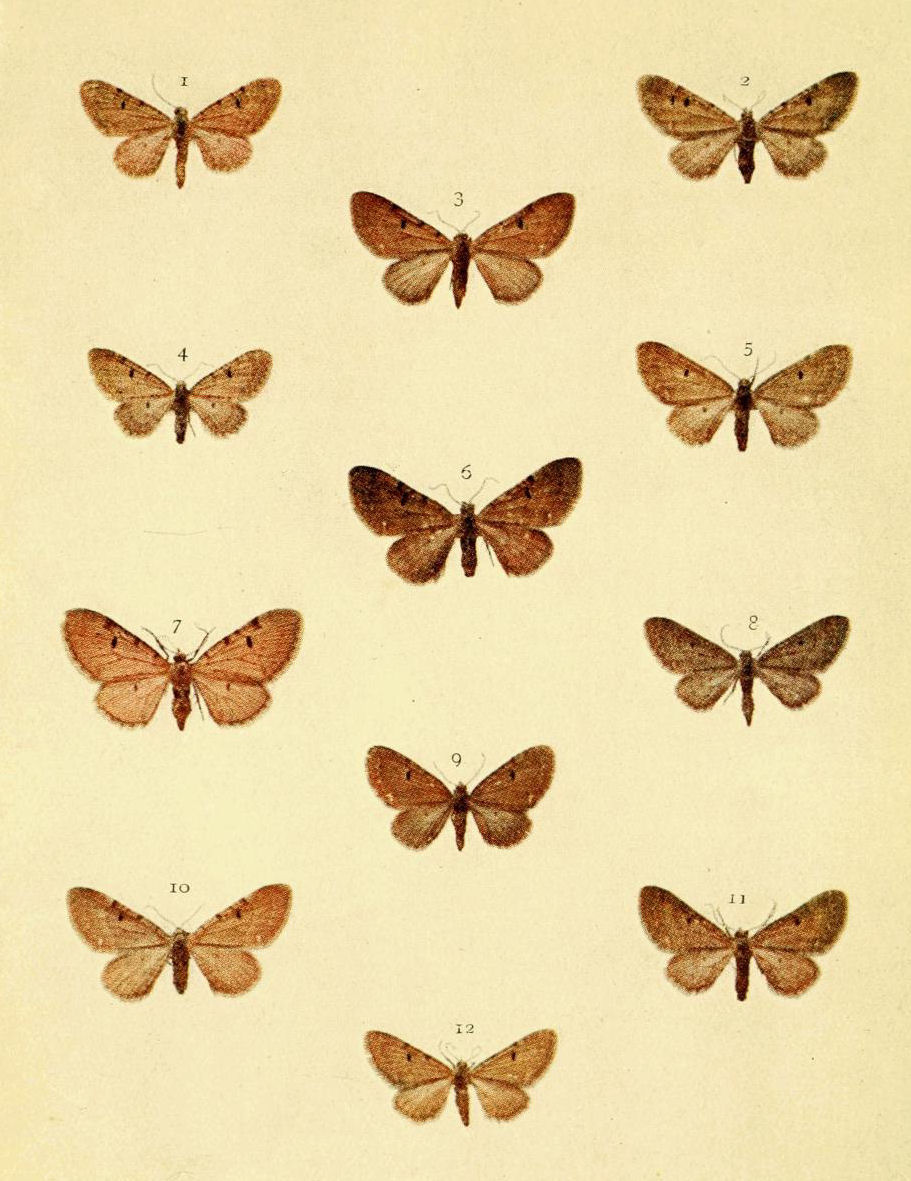